# Romà Fabra i Puig
Romà Fabra i Puig (Barcelona, 1875 - Sant Sebastià, 26 d'agost de 1948), primer marquès del Masnou, fou un industrial i mecenes català.

## Biografia
Era fill de Camil Fabra i Fontanills, primer marquès d'Alella, i de Dolors Puig i Cerdà, filla de l'industrial i polític Ferran Puig i Gibert. Juntament amb el seu germà, Ferran Fabra i Puig, va pertànyer a una nissaga de polítics i industrials catalans lligats a les filatures Fabra i Coats. A més, van ser mecenes de l'Observatori Fabra, que es troba al Tibidabo.
En agraïment pels generosos donatius atorgats a la vila del Masnou, l'any 1921 el consistori masnoví va nomenar Romà Fabra fill adoptiu de la vila. L'any següent, el rei Alfons XIII li va concedir el títol de marquès del Masnou arran del patrocini d'un pavelló hospitalari a la Casa Benèfica per als soldats ferits que tornaven de la guerra d'Àfrica. També va col·laborar en la societat cooperativa de cases barates La Masnouense (carrers d'Itàlia, Navarra, Flos i Calcat i Francesc Macià). El 1926, el Masnou li va posar el seu nom a un passeig (passeig de Romà Fabra). L'any 1944 se li va concedir la Gran Creu del Mèrit Civil.
Es va casar amb Marcel·lina de Monteys i Xuriguer, amb qui tingué diversos fills: Camil Fabra i de Monteys, segon marquès del Masnou, Alfons Fabra i de Monteys, casat amb Montserrat Muntadas i Claramunt, i Paz Fabra i de Monteys, casada amb Enrique Piñeyro Queralt, marquès de la Mesa de Asta. Els germans Camil i Alfons Fabra i de Monteys, han estat president i vicepresident, respectivament, de Filatures de Fabra i Coats.
Va morir el 26 d'agost de 1948 mentre es trobava de vacances a Sant Sebastià i va ser enterrat al cementiri del Sud-Oest de Barcelona.